# Покрајине Холандије
Европска Холандија се састоји из дванаест провинција. 
| Провинција                        | Главни град |
| --------------------------------- | ----------- |
| Дренте (Drenthe)                  | Асен        |
| Флеволанд (Flevoland)             | Лелистад    |
| Фрисланд (Friesland)              | Леуварден   |
| Хелдерланд (Gelderland)           | Арнем       |
| Гронинген (Groningen)             | Гронинген   |
| Лимбург (Limburg)                 | Мастрихт    |
| Северни Брабант (Noord-Brabant)   | Хертогенбос |
| Северна Холандија (Noord-Holland) | Харлем      |
| Оверејсел (Overijssel)            | Зволе       |
| Јужна Холандија (Zuid-Holland)    | Хаг         |
| Утрехт (Utrecht)                  | Утрехт      |
| Зеланд (Zeeland)                  | Миделбург   |